# ナーヨーン郡
座標: 北緯7度33分42秒 東経99度41分42秒 / 北緯7.56167度 東経99.69500度
ナーヨーン郡（ナーヨーンぐん）はタイ南部・トラン県にある郡（アムプー）である。

## 名称
ナーヨーンはつながった田という意味である。古くは広大な畑があったが、ナーンノーイ川を隔てた東と西の田んぼをつなげて一つの地域としたためこう呼ばれるようになった。ナーンノーイ川の東の地域はナーヨーンヌア（北ナーヨーン）と呼ばれ、現在の郡庁の所在地があるところである。一方、ナーンノーイ川西の地域はナーヨーンタイ（南ナーヨーン）と呼ばれたが、こちらはムアントラン郡のタムボンの一である。
なお日本語ではナヨンとも呼ぶ。

## 歴史
1988年、ナーヨーンの住民が新たに郡をもうけることを内務省に提案した。1990年4月1日ムアントラン郡から6のタムボンが分離してナーヨーン分郡（キンアムプー）が成立した。1993年11月4日に分郡から郡へ昇格した。

## 地理
郡はトラン川の支流が形成した平地にあり、東側にナコーンシータンマラート山脈が広がる。山岳地帯にはカオ・プー＝カオ・ヤー国立公園やカオ・バンタット野生生物保護区がある。郡内の主な河川は、ナーンノーイ川ｍ、ラモー川、ナムチェット川、ラムチャーン川などである。
交通は国道4号線が東西に通っており東にパッタルン、西にトラン方面と通じる。

## 経済
郡内の産業は農業である。各業種の従事者はおおよそ、パラゴムノキ農家が70%、米農家が10%、サラリーマン業が15%、自営業が5%となっている。

## 行政区分
郡は6のタムボンに分かれさらにその下位に53の村（ムーバーン）がある。自治体（テーサバーン）があり以下のようになっている。
- テーサバーンタムボン・ナーヨーンヌア・・・タムボンナーヨーンヌアの一部

また郡内には6のタムボン行政体（オンカーンボーリハーンスワンタムボン）がある。
| 1. タムボン・ナーヨーンヌア・・・ตำบลนาโยงเหนือ 2. タムボン・チョン・・・ตำบลช่อง 3. タムボン・ラモー・・・ตำบลละมอ 4. タムボン・コークサバー・・・ตำบลโคกสะบ้า 5. タムボン・ナームーンシー・・・ตำบลนาหมื่นศรี 6. タムボン・ナーカーオシア・・・ตำบลนาข้าวเสีย | Map of Tambon |